# Saint-Martin-du-Bois, Maine-et-Loire
Saint-Martin-du-Bois är en kommun i departementet Maine-et-Loire i regionen Pays de la Loire i nordvästra Frankrike. Kommunen ligger i kantonen Segré som tillhör arrondissementet Segré. År 2018 hade Saint-Martin-du-Bois 994 invånare.

## Befolkningsutveckling
Antalet invånare i kommunen Saint-Martin-du-Bois
| Referens: INSEE |